# 石狩市立南線小学校
石狩市立南線小学校（いしかりしりつみなみせんしょうがっこう）は、北海道石狩市花川南3条に所在する公立小学校。

## 沿革
1902年10月、樽川西6線2号で「花川村樽川簡易教育所」として認可された。1905年11月、花川南3条2丁目に約90坪の土地を町村敬貴、建物を田所正義から譲り受け校舎が完成した。1908年、「花川尋常小学校南線分教所」に改称され、1938年7月に南線分教所が「石狩町南線尋常小学校」（児童15名、1学級）として独立した。1947年4月に学校教育法施行により「石狩町立南線小学校」に改称した。1956年、現在地である校地を確保したのちに移転した。1981年4月、宅地造成によって人口が急増し、児童も増加していき児童数が1,490名となり、花川南小学校と分離した。1984年4月で児童数1,174名となり、1985年1月に紅南小学校が分離した。
年表
- 1902年（明治35年）- 花川村樽川簡易教育所として認可され開校[1]。
- 1905年（明治38年）- 現在の花川南3条2丁目に校舎落成[1]。
- 1906年（明治39年）- 花川村南線尋常小学校として認可[1]。
- 1907年（明治40年）- 花川村が石狩町との合併により石狩町南線尋常小学校に改称。
- 1908年（明治41年）- 石狩町花川尋常小学校南線分教所に改称[1]。
- 1938年（昭和13年）- 南線分教所を石狩町南線尋常小学校として独立[1]。
- 1941年（昭和16年）- 国民学校令施行により石狩町南線国民学校と改称[1]。
- 1947年（昭和22年）- 学校教育法施行により石狩町立南線小学校と改称[1]。
- 1956年（昭和31年）- 現在地である校地を取得[1]。
- 1957年（昭和32年）- 校歌制定[1]。
- 1974年（昭和49年）- 校歌改訂[1]。
- 1981年（昭和56年）- 花川南小学校が分離[1]。
- 1985年（昭和60年）- 紅南小学校が分離[1]。
- 1996年（平成8年）- 市制施行により石狩市立南線小学校に改称。

## 教育目標
みんながたのしく、なかよしで、みずからすすんで、せいいっぱい、がんばる南線の子ども
- 「知」たのしく[2]
- 「情」なかよく[2]
- 「意」あかるく[2]
- 「体」たくましく[2]

## 通学区域
通学区域は以下の通り。
- 花川南1条1丁目 - 2丁目
- 花川南2条1丁目 - 2丁目
- 花川南3条1丁目 - 2丁目
- 花川南4条1丁目 - 3丁目
- 花川南5条1丁目 - 2丁目
- 花川南6条1丁目 - 2丁目
- 樽川3条1丁目 - 3丁目
- 樽川4条1丁目 - 3丁目
- 樽川5条1丁目 - 3丁目
- 樽川6条1丁目 - 3丁目
- 樽川7条1丁目 - 3丁目
- 樽川8条1丁目 - 3丁目
- 樽川9条1丁目 - 3丁目
- 樽川
- 花畔354番地
- 新港西1丁目 - 3丁目

## 進学先中学校
- 石狩市立樽川中学校

## 交通アクセス
- 北海道中央バス （宮47）手稲線「南線小学校前」停留所下車、徒歩1分[4]。